# Bupleurum aitchisonii
Bupleurum aitchisonii är en flockblommig växtart som först beskrevs av Pierre Edmond Boissier, och fick sitt nu gällande namn av H.Wolff. Bupleurum aitchisonii ingår i släktet harörter, och familjen flockblommiga växter. Utöver nominatformen finns också underarten B. a. aitchsonii.